# Charles-Louis des Nos
Charles-Louis des Nos, né en 1737, mort le 29 octobre 1797, fils de Charles-René des Nos et de Mari du Prat, militaire français, page de la reine en 1752, marié en 1772 à Marie-Etiennette-Eulalie de Romance, fut colonel d'infanterie, puis maréchal de camp et chevalier de l'ordre de Saint-Louis.

## Biographie
Il est originaire de la famille des Nos, famille de chevaliers d'origine bretonne établie et répandue dans le Maine depuis le XVIe siècle. Lieutenant, puis capitaine et commandant au régiment de Beauvilliers, sous son oncle, et son aide de camp, l'accompagnait quand il fut blessé mortellement à Rossbach, 1777.
Colonel au régiment provincial du Maine, 1771, colonel en second du régiment de Touraine, 1776, mestre de camp du régiment d'artillerie de la Fère, 1780, brigadier, 1781, maréchal de camp, 1788, le comte de Nos, épuisé par ses campagnes et ses blessures, rentra à Paris pendant la Révolution française (rue Saint-Pierre, Pont-aux-Choux, no 22), fut traduit devant le Comité de salut public, et mourut le 29 octobre 1797.

## Source
« Charles-Louis des Nos », dans Alphonse-Victor Angot et Ferdinand Gaugain, Dictionnaire historique, topographique et biographique de la Mayenne, Laval, A. Goupil, 1900-1910 [détail des éditions] (BNF 34106789, présentation en ligne), t. IV, p. 683.